# Mun Ka-Young
Mun Ka-Young (* 10. Juli 1996 in Karlsruhe, Baden-Württemberg) ist eine südkoreanische Schauspielerin.

## Leben
Sie wurde in Karlsruhe als Kind koreanischer Eltern geboren und hat eine ältere Schwester.
2006 begann ihre Karriere als Kinderdarstellerin in Film und Fernsehen. 2014 spielte Mun ihre erste Hauptrolle in der vierteiligen Miniserie Mimi.
Sie steht bei KeyEast unter Vertrag.

## Filmografie

### Filme
- 2006: To Sir, with Love (스승의 은혜 Seuseung-ui Eunhye)
- 2007: Bunt (날아라 허동구 Narara Heo Dong-gu)
- 2007: Black House (검은 집 Geomeun Jib)
- 2007: Palast der Schatten – Tödliche Intrigen am Hof der Kaiserin (궁녀 Gungnyeo)
- 2007: Our Town (우리 동네 Uri Dongne)
- 2008: Do You See Seoul? (서울이 보이냐? Seoul-i Boinya?)
- 2013: Killer Toon (더 웹툰: 예고살인 The Webtoon: Yegosarin)
- 2015: Salute D’Amour (장수상회 Jang-su Sanghoe)
- 2015: Island – Sigan-ui Seom (아일랜드-시간의 섬)
- 2016: Cutter (커터)
- 2016: Twenty Again (두 번째 스물 Du-beonjjae Seumul)

### Fernsehserien
- 2006: Fallen Angel, Jenny (추락천사 제니 Churak-cheonsa Jeni, Mnet)
- 2007: Cloudy Today (오늘도 맑음 Oneul-do Malgeum, EBS)
- 2007: Prince Hours (궁S Gung S, MBC)
- 2007: By My Side (내 곁에 있어 Nae Gyeote Isseo, MBC)
- 2007: Witch Yoo Hee (마녀유희 Manyeo Yu-hui, SBS)
- 2007: Merry Mary (메리대구 공방전 Meri Daegu Gongbangjeon, MBC)
- 2007: Hometown Over the Hill (산너머 남촌에는 San-neomeo Namchoneneun, KBS)
- 2008: La Dolce Vita (달콤한 인생 Dalkomhan Insaeng, MBC)
- 2009: Ja Myung Go (자명고, SBS)
- 2009: Friend, Our Legend (친구, 우리들의 전설 Chingu, Uri-deul-ui Jeonseol, MBC)
- 2010: The Reputable Family (명가 Myeongga, KBS)
- 2010: Bad Guy (나쁜 남자 Nappeun Namja, SBS)
- 2011: Heartstrings (넌 내게 반했어 Neon Naega Banhaesseo, MBC)
- 2013: Who Are You? (후아유, tvN)
- 2013: Wang’s Family (왕가네 식구들 Wanggane Sikgudeul, KBS2)
- 2014: Mimi (미미, Mnet)
- 2015: EXO Next Door
- 2018: Tempted
- 2019: Welcome to Waikiki 2
- 2020: True Beauty (여신강림 Yeosin-gangnim, tvN)
- 2020: Find me in your Memories (그 남자의 기억법)
- 2022: Link: Eat, Love, Kill (링크: 먹고 사랑하라, 죽이게 Lingkeu: Meokgo Saranghara, Jukige, tvN)